# Pogonioefferia argentifrons
Pogonioefferia argentifrons là một loài ruồi trong họ Asilidae. Pogonioefferia argentifrons được Hine miêu tả năm 1911. Loài này phân bố ở vùng Tân Bắc giới.